# Jean Lalemand
Jean Lalemand (ur. 11 września 1912 w Brukseli) – belgijski zapaśnik walczący w stylu wolnym. Olimpijczyk z Berlina 1936, gdzie zajął trzynaste miejsce w wadze lekkiej.

## Turniej wBerlinie 1936
| Konkurencja      | Walki                        | Walki                    | Klas. końcowa |
| Konkurencja      | Przeciwnik I                 | Przeciwnik II            | Miejsce       |
| ---------------- | ---------------------------- | ------------------------ | ------------- |
| 66 kg styl wolny | Hermanni Pihlajamäki (FIN) P | Paride Romagnoli (ITA) P | 13.           |